# Мілен Фармер
Мілен Фарме́р (фр. Mylène Farmer, справжнє прізвище Готьє фр. Gautier; нар. 12 вересня 1961, П'єрфон, Квебек, Канада) — французька авторка-виконавиця, акторка, поетеса, музична продюсерка, письменниця і підприємиця. Одна з найвідоміших виконавиць попмузики у Франції та світі.

## Біографія
Батько майбутньої зірки Макс Готьє родом з Марселя, а мати Марґеріт Мартен з містечка Леннон у французькій Бретані. На початку 1960-х родина опинилася в Канаді тому, що батька-інженера перевели на будівництво ГЕС Манік-5 на річці Манікуаган у провінції Квебек. Мілен  Жанн Готьє (Mylène Jeanne Gautier) народилася 12 вересня 1961 року в містечку П'єрфон (Pierrefond) біля Монреалю, Канада. У 1969 році родина повернулася до Франції.
Мілен єдина з чотирьох дітей сім'ї, хто народився в Канаді. Її сестра Бріжит (нар. 5 травня 1959) та брати Жан-Лу (13 квітня 1960-26 жовтня 1996) і Мішель (нар. 30 грудня 1969) народилися у Франції.

## Кар'єра
Однією з найпопулярніших пісень Мілен Фармер є композиція «California». Над першими трьома альбомами працює разом з Лораном Бутонна (Laurent Boutonnat), який пише музику до її текстів і режисує кліпи. З ним Фармер знімає фільм Giorgino (1994), не прийнятий французькою публікою. Фармер виїжджає до США, Бутонна більше не знімає для неї. Там вона записує альбом Anamorphosée, знімає кліпи та готується до концертів.
В 1999 році Мілен Фармер випускає наступний студійний альбом Innamoramento. У 2000 році концертує в турі Mylenium Tour.
У 2005 році записує альбом Avant que L'Ombre на чолі з провокаційною піснею Fuck Them All. Як і завжди, музику пише Лоран Бутонна. У підтримку цього альбому Фармер 13 разів виступає на сцені паризького палацу Bercy, а згодом видає живий альбом Avant que l'ombre… à Bercy.
В серпні 2008 року вийшов новий альбом Фармер Point De Suture. З травня 2009 по вересень Мілен Фармер працює в турне Францією, Швейцарією, Бельгією та Російською Федерацією. Ходили чутки стосовно концерту в Києві, але він так і не відбувся.
Вже через два роки після виходу останньої платівки, на початку грудня 2010 Фармер випускає восьмий студійний альбом Bleu Noir. Першим синглом вийшла пісня Oui mais…Non у вересні 2010, другим обрано трек Bleu Noir, третім — композиція Lonely Lisa.
Останній на сьогоднішній день студійний альбом має назву «L'Emprise» випущений 2022 року у співпраці з Woodkid, AaRON, Archive і Moby. У 2023-2024 роках співачка перебувала у стадіонному турне «Nevermore». Три концерти відбулися у Парижі на «Stade de France».

## Дискографія

### Студійні альбоми
- Cendres de Lune (1986)
- Ainsi Soit Je… (1988)
- L'autre… (1991)
- Anamorphosée (1995)
- Innamoramento (1999)
- Avant que L'Ombre… (2005)
- Point De Suture (2008)
- Bleu Noir (2010)
- Monkey Me (2012)
- Interstellaires (2015)
- Désobéissance (2018)
- L'emprise (2022)

### Живі альбоми
- En Concert (1989)
- Live à Bercy (1997)
- Mylenium Tour (2000)
- Avant Que L'ombre... À Bercy (2006)
- N°5 on tour (2009)
- Timeless 2013 (2013)
- Live 2019 (2019)
- Nevermore (2024)

### Компіляції
- Dance Remixes (1992)
- Les Mots (2001)
- Remixes (2003)
- 2001.2011 (2011)
- Histoires de (2020)
- Plus Grandir - Best Of 1986 / 1996 (2021)
- Remix XL (2024)

## Фільмографія
| Рік  |    | Назва                              | Оригінальна назва                           | Роль             |
| ---- | -- | ---------------------------------- | ------------------------------------------- | ---------------- |
| 1989 | ф  |                                    | Mylène Farmer: En Concert                   | камео            |
| 1994 | ф  | Джорджино                          | Giorgino                                    | Катрін де Грас   |
| 1997 | ф  |                                    | Mylène Farmer: Live à Bercy                 | камео            |
| 2000 | ф  |                                    | Mylène Farmer: Mylenium Tour                | камео            |
| 2006 | ф  |                                    | Mylène Farmer: Avant que l'ombre... à Bercy | камео            |
| 2006 | мф | Артур і Мініпути                   | Arthur et les Minimoys                      | принцеса Селенія |
| 2009 | мф | Артур та помста Урдалака           | Arthur et la Vengeance de Maltazard         | принцеса Селенія |
| 2010 | ф  |                                    | Mylène Farmer: Stade de France              | камео            |
| 2010 | мф | Артур та війна двох світів         | Arthur et la Guerre des deux mondes         | принцеса Селенія |
| 2013 | ф  |                                    | Mylène Farmer: Timeless 2013 — Le Film      | камео            |
| 2018 | ф  | Земля привидів                     | Ghostland                                   | Коллін           |
| 2019 | ф  |                                    | Mylène Farmer Live 2019 — Le Film           | камео            |
| 2020 | ф  | Мілен Фармер — Завершальне дійство | Mylène Farmer — L'Ultime Création           | камео            |